# Crooks (sèrie de televisió)
Crooks és una sèrie de televisió alemanya del 2024 protagonitzada per Frederick Lau i Christoph Krutzler, i dirigida pel productor creador Marvin Kren i per Cüneyt Kaya. Està basada en un guió del mateix Kren, Benjamin Hessler i Georg Lippert. La sèrie es va estrenar a Netflix el 4 d'abril de 2024 amb els subtítols en català.

## Producció
El rodatge va tenir lloc sota el títol provisional Criminel i es va rodar a Berlín, entre altres llocs. La sèrie va ser produïda per l'alemanya Wiedemann &amp; Berg Television (amb Max Wiedemann i Quirin Berg de productors), i la producció a Àustria va ser a càrrec d'epo Film (Jakob Pochlatko). La producció va comptar amb el suport de German Motion Picture Fund.
La fotografia va ser dirigida per Xiaosu Han i Andreas Thalhammer, la música va ser composta per Stefan Will i Schallbauer (Robert Henke), i Jan Hille, Christoph Brunner i Christoph Loidl van ser els responsables del muntatge. Silke Faber i Anna Ostby van dissenyar el vestuari i Verena Wagner va dissenyar-ne la producció.
Classe tous risques (1960) amb Lino Ventura i Jean-Paul Belmondo va servir com a plantilla aproximada; Kren es va inspirar en el robatori d'una moneda d'or del Museu Bode de Berlín el 2017. A més de la versió en llengua austríaca, es va produir una versió alemanya per a Alemanya. El primer episodi va ser dedicat a l'actor Karl Welunschek, que va morir l'abril de 2023.